# Premiul Oscar pentru cel mai bun sunet
Premiul Oscar pentru cel mai bun mixaj sonor este unul dintre premiile Oscar, acordate de „Academy of Motion Picture Arts and Sciences”. 

## Anii 1930
- 1931: The Big House - Douglas Shearer, Metro-Goldwyn-Mayer Studio
- 1932: Paramount Publix Studio Sound Department
- 1933: Paramount Publix Studio Sound Department
- 1934: A Farewell to Arms - Franklin Hansen, Paramount Studio
- 1935: One Night of Love - John Livadary, Columbia Studio
- 1936: Naughty Marietta - Douglas Shearer, Metro-Goldwyn-Mayer Studio
- 1937: San Francisco - Douglas Shearer, Metro-Goldwyn-Mayer Studio
- 1938: The Hurricane - Thomas Moulton, United Artists Studio
- 1939: The Cowboy and the Lady - Thomas Moulton, United Artists Studio

## Anii 1940
- 1940: When Tomorrow Comes - Bernard Brown, Universal Studio
- 1941: Strike Up the Band - Douglas Shearer, Metro-Goldwyn-Mayer Studio
- 1942: Lady Hamilton - Jack Whitney, General Service
- 1943: Yankee Doodle Dandy - Nathan Levinson, Warner Brothers Studio
- 1944: This Land Is Mine - Stephen Dunn, RKO Radio Studio
- 1945: Wilson - E. H. Hansen, 20th Century-Fox Studio
- 1946: The Bells of St. Mary's - Stephen Dunn, RKO Radio Studio
- 1947: The Jolson Story - John Livadary, Columbia Studio
- 1948: The Bishop's Wife - Gordon Sawyer, Samuel Goldwyn Studio
- 1949: The Snake Pit - Thomas Moulton, 20th Century-Fox Studio

## Anii 1950
- 1950: Twelve O'Clock High - Thomas Moulton, 20th Century-Fox Studio
- 1951: All About Eve - Thomas Moulton, 20th Century-Fox Studio
- 1952: The Great Caruso - Douglas Shearer, Metro-Goldwyn-Mayer Studio
- 1953: The Sound Barrier - London Films Sound Department
- 1954: From Here to Eternity - John Livadary, Columbia Studio
- 1955: The Glenn Miller Story - Leslie Carey, Universal-International Studio
- 1956: Oklahoma! - Fred Hynes, Todd-AO Sound Department
- 1957: The King and I - Carl Faulkner, 20th Century-Fox Studio
- 1958: Sayonara - George Groves, Warner Brothers Studio
- 1959: South Pacific - Fred Hynes, Todd-AO Sound Department

## Anii 1960
- 1960: Ben-Hur - Franklin Milton, Metro-Goldwyn-Mayer Studio
- 1961: The Alamo - Fred Hynes, Todd-AO Sound Department și Gordon Sawyer, Samuel Goldwyn Studio
- 1962: West Side Story - Gordon Sawyer, Samuel Goldwyn Studio și Fred Hynes, Todd-AO Sound Department
- 1963: Lawrence of Arabia - John Cox, Shepperton Studios
- 1964: How the West Was Won - Franklin Milton, Metro-Goldwyn-Mayer Studio
- 1965: My Fair Lady - George Groves, Warner Brothers Studio
- 1966: The Sound of Music - James Corcoran, 20th Century-Fox Studio
- 1967: Grand Prix - Franklin Milton, Metro-Goldwyn-Mayer Studio
- 1968: In the Heat of the Night' - Samuel Goldwyn Studio
- 1969: Oliver! - Shepperton Studio

## Anii 1970
- 1970: Hello, Dolly! - Jack Solomon, Murray Spivack
- 1971: Patton - Douglas Williams, Don Bassman
- 1972: Fiddler on the Roof - Gordon McCallum, David Hildyard
- 1973: Cabaret - Robert Knudson, David Hildyard
- 1974: The Exorcist - Robert Knudson, Chris Newman
- 1975: Earthquake - Ronald Pierce, Melvin Metcalfe Sr.
- 1976: Jaws - Robert Hoyt, Roger Heman, Earl Madery, John Carter
- 1977: All the President's Men - Arthur Piantadosi, Les Fresholtz, Dick Alexander, Jim Webb
- 1978: Războiul stelelor - Don MacDougall, Ray West, Bob Minkler, Derek Ball
- 1979: Vânătorul de cerbi - Richard Portman, William McCaughey, Aaron Rochin, Darin Knight

## Anii 1980
- 1980: Apocalypse Now - Walter Murch, Mark Berger, Richard Beggs, Nat Boxer
- 1981: The Empire Strikes Back - Bill Varney, Steve Maslow, Gregg Landaker, Peter Sutton
- 1982: Raiders of the Lost Ark - Bill Varney, Steve Maslow, Gregg Landaker, Roy Charman
- 1983: E.T. Extraterestrul - Robert Knudson, Robert Glass, Don Digirolamo, Gene Cantamessa
- 1984: The Right Stuff - Mark Berger, Tom Scott, Randy Thom, David MacMillan
- 1985: Amadeus - Mark Berger, Tom Scott, Todd Boekelheide, Chris Newmna
- 1986: Out of Africa - Chris Jenkins, Gary Alexander, Larry Stensvold, Peter Handford
- 1987: Platoon - John K. Wilkinson, Richard Rogers, Charles "Bud" Grenzbach, Simon Kaye
- 1988: The Last Emperor - Bill Rowe, Ivan Sharrock
- 1989: Bird - Les Fresholtz, Dick Alexander, Vern Poore, Willie Burton

## Anii 1990
- 1990: Glory - Donald Mitchell, Gregg Rudloff, Elliot Tyson, Russell Williams
- 1991: Dances With Wolves - Jeffrey Perkins, Bill Benton, Greg Watkins, Russell Williams
- 1992: Terminatorul 2: Ziua Judecății - Tom Johnson, Gary Rydstrom, Gary Summers, Lee Orloff
- 1993: Ultimul mohican - Chris Jenkins, Doug Hemphill, Mark Smith, Simon Kaye
- 1994: Jurassic Park - Gary Summers, Gary Rydstrom, Shawn Murphy, Ron Judkins
- 1995: Speed - Gregg Landaker, Steve Maslow, Bob Beemer, David MacMillan
- 1996: Apollo 13 - Rick Dior, Steve Pederson, Scott Millan, David MacMillan
- 1997: The English Patient - Walter Murch, Mark Berger, David Parker, Chris Newman
- 1998: Titanic - Gary Rydstrom, Tom Johnson, Gary Summers, Mark Ulano
- 1999: Saving Private Ryan - Gary Rydstrom, Gary Summers, Andy Nelson, Ronald Judkins

## Anii 2000
- 2000: Matrix - John Reitz, Gregg Rudloff, David Campbell, David Lee
- 2001: Gladiatorul - Bob Beemer, Scott Millan și Ken Weston
- 2002: Black Hawk Down - Michael Minkler, Chris Munro și Myron Nettinga
- 2003: Chicago - David Lee, Michael Minkler și Dominic Tavella
- 2004: The Lord of the Rings: The Return of the King - Christopher Boyes, Michael Hedges, Hammond Peek și Michael Semanick
- 2005: Ray - Bob Beemer, Steve Cantamessa, Scott Millan și Greg Orloff
- 2006: King Kong - Christopher Boyes, Michael Hedges, Hammond Peek și Michael Semanick
- 2007: Dreamgirls - Bob Beemer, Willie Burton and Michael Minkler
- 2008: The Bourne Ultimatum - Kirk Francis, Scott Millan și David Parker
- 2009: Vagabondul milionar - Resul Pookutty, Richard Pryke și Ian Tapp

## Anii 2010
- 2010: The Hurt Locker - Paul N.J. Ottosson și Ray Beckett
- 2011: Începutul - Lora Hirschberg, Gary Rizzo, Ed Novick
- 2012: Hugo – Tom Fleischman și John Midgley
- 2013: Les Misérables – Andy Nelson, Mark Paterson și Simon Hayes
- 2014: Gravity – Skip Lievsay, Niv Adiri, Christopher Benstead și Chris Munro
- 2015: Whiplash – Craig Mann, Ben Wilkins și Thomas Curley
- 2016: Mad Max: Fury Road – Chris Jenkins, Gregg Rudloff și Ben Osmo
- 2017: Hacksaw Ridge – Kevin O'Connell, Andy Wright, Robert Mackenzie și Peter Grace
- 2018: Dunkirk – Mark Weingarten, Gregg Landaker și Gary A. Rizzo
- 2019: 1917 – Mark Taylor și Stuart Wilson

## Anii 2020
- 2020/21: Sound of Metal – Nicolas Becker, Jaime Baksht, Michelle Couttolenc, Carlos Cortés Navarrete și Phillip Bladh
- 2021: Dune – Mac Ruth, Mark Mangini, Theo Green, Doug Hemphill și Ron Bartlett
- 2022: Top Gun: Maverick – Mark Weingarten, James H. Mather, Al Nelson, Chris Burdon și Mark Taylor
- 2023: Zona de interes – Tarn Willers și Johnnie Burn
- 2024: Dune: Partea II – Gareth John, Richard King, Ron Bartlett și Doug Hemphill